# Thelypteris monosora
Thelypteris monosora là một loài thực vật có mạch trong họ Thelypteridaceae. Loài này được (C. Presl) Salino mô tả khoa học đầu tiên năm 2002.